# 동키보이
동키보이 (Donkeyboy)는 2005년에 결성된 노르웨이, 드람멘 출신의 팝 밴드이다. 밴드는 카토 선드버그 (리드 보컬, 리듬 기타), 켄트 선드버그 (신시사이저, 백킹 보컬리스트), 피터 미켈센 (기타, 백킹 보컬리스트), 토마스 드라블뢰스 (드럼), 알렉산더 가르보르그 오게달 (베이스 기타)로 구성되어있다.

## 일대기
동키보이는 마이스페이스에 그들의 음악을 올린 후 워너 뮤직과 계약을 하게 되었다.
 2009년 3월 26일에 그들의 데뷔 싱글 《Ambitions》가 발매되었으며, NRK P3에서 매우 여러번 선곡되어 방송에나갔다. 노래의 코러스는 빌리 진과 마돈나의 1980년대 노래의 상당과 유사한 베이스라인에서 이루어졌으며, 리네아 데일이 게스트 보컬을 하였다. 《Ambitions》는 2009년 4월 6일에 노르웨이 싱글 차트 7위를 기록했으며 13주 후인, 6월 29일에 1위에 올랐다.

## 싱글 목록
| 년도 | 노래 제목     | 최고 차트 순위     | 최고 차트 순위   | 앨범             |
| 년도 | 노래 제목     | 노르웨이 싱글 차트 | 스웨덴 싱글 차트 | 앨범             |
| ---- | ------------- | ------------------ | ---------------- | ---------------- |
| 2009 | Ambitions     | 1                  | 3                | Caught in a Life |
| 2009 | Sometimes     | 1                  | —                | Caught in a Life |
| 2009 | Broke My Eyes | 6                  | —                | Caught in a Life |
| 2009 | Awake         | 8                  | —                | Caught in a Life |
| 2009 | Blade Running | 8                  | —                | Caught in a Life |

## 참고
1. 1 2  Narverud Moen, Siri (2009년 4월 23일). “Slik fikk Donkeyboy platekontrakt” (노르웨이어). NRK P3. 2009년 5월 27일에 확인함.
2. ↑  Myrvold, Kine (2009년 3월 26일). “DonkeyBoy A-listet på P3” (노르웨이어). Drammens Tidende. 2009년 6월 23일에 원본 문서에서 보존된 문서. 2009년 5월 27일에 확인함.
3. ↑  “DonkeyBoy debuterer på VG-lista” (노르웨이어). Drammens Tidende. 2009년 4월 9일. 2012년 7월 12일에 원본 문서에서 보존된 문서. 2009년 5월 27일에 확인함.
4. ↑  “Donkeyboy - VG-lista. Offisielle hitlister fra og med 1958”. 2010년 3월 1일에 원본 문서에서 보존된 문서. 2010년 2월 17일에 확인함.
5. ↑  www.sverigetopplistan.se